# Ophiochytra
Ophiochytra is een geslacht van slangsterren uit de familie Ophiuridae. De wetenschappelijke naam van het geslacht werd in 1880 voorgesteld door Theodore Lyman. In de protoloog plaatste Lyman slechts de soort Ophiochytra epigrus in het geslacht, waarmee die automatisch de typesoort werd.

## Soorten
- Ophiochytra epigrus Lyman, 1880
- Ophiochytra tenuis Lyman, 1883